# 廖庆良
廖庆良，福建龙岩人，清朝政治人物。举人出身。
廖庆良曾于1682年接替史彬任娄县知县一职，1692年由秦至接任。